# Ariadnes Colles
Gli Ariadnes Colles sono una struttura geologica della superficie di Marte.